# Taiei Kin
Taiei Kin (jap. 金泰泳 Kin Taiei; kor. 김태영; ur. 8 lipca 1970 w Amagasaki) – japoński karateka, kickbokser i zawodnik MMA występujący w wadze średniej i półciężkiej.

## Kariera sportowa
Urodził się w wielodzietnej rodzinie o koreańskich korzeniach. Karate zaczął trenować w bardzo młodym wieku, w szkole średniej ćwiczył również boks. Będąc na studiach wstąpił do organizacji Seidokaikan i rozpoczął starty w profesjonalnych turniejach pełnokontaktowego karate.

### Karate
W 1992 roku zajął drugie miejsce w Pucharze Świata Seidokaikan. W finale pokonał go Andy Hug. Rok później został również wicemistrzem turnieju Karate Japan Open (tym razem w finałowej walce uległ Masaakiemu Satake). Sukces ten powtórzył w 1994 roku. W 1995 roku zdobył Puchar Świata Seidokaikan, pokonując w finale Toshiyuki Atokawę.

### Kick-boxing
W organizacji K-1 startował od jej powstania w 1993 roku. W swojej debiutanckiej walce podczas K-1 Grand Prix 1993 pokonał przez decyzję utytułowanego brytyjskiego karatekę Michaela Thompsona.
Kin, zawodnik wagi półciężkiej, był jednym z najlżejszych zawodników w K-1, co uniemożliwiało mu skuteczną rywalizację w turniejach z cyklu K-1 World GP. Walczył więc głównie w pojedynczych walkach pozaturniejowych. W jednej z nich w czerwcu 1993 roku na gali K-1 Sanctuary 3 zmierzył się z Changpuekiem Kiatsongritem o mistrzostwo świata UKF w wadze półciężkiej. Przegrał przez decyzję po 5 rundach. W marcu 1994 roku doszło do walki rewanżowej (gala K-1 Challenge '94). Tym razem tryumfował Kin (przez niejednogłośną decyzję) i odebrał Tajowi tytuł.
W lipcu 1995 roku zajął w Nogoi drugie miejsce w turnieju K-3 Grand Prix, przegrywając w finale po niezwykle wyrównanej walce (zarządzone zostały dwie rundy dogrywkowe) z Holendrem Ivanem Hyppolitem. 1 września 1996 roku został mistrzem świata WMTC w wadze juniorśredniej, pokonując przez niejednogłośną decyzję broniącego tytułu Taja Wanlopa Sor. Sarthaphana
30 lipca 2000 roku, po zwycięstwie nad Stanem Longinidisem w K-1 World GP w Nagoi, zakończył sportową karierę.

### Powrót
Karierę wznowił po 6-letniej przerwie w 2006 roku. W sierpniu zadebiutował w MMA, biorąc udział w turnieju HERO’S 2006 Light Heavyweight Tournament. Odpadł w ćwierćfinale, przegrawszy przez poddanie z judoką Yoshihiro Akiyamą. W sumie w latach 2006–2008, walcząc dla organizacji Hero’s i DREAM, stoczył na zasadach MMA 6 walk (3-3-0).
W 2007 roku powrócił również na ringi K-1. Wziął udział w turnieju K-1 World GP w Hongkongu (GP Azji). Wygrał dwie pierwsze walki przez nokaut, ale musiał się wycofać z finału z powodu kontuzji. W 2009 roku zajął 2. miejsce w GP Azji w Seulu, przegrywając w walce finałowej przez jednogłośną decyzję z Hindusem Jaideepem Singhiem.
W październiku 2011 roku 41-letni Kin podpisał kontrakt z japońską organizacją sportów walki ACCEL. Dwa miesiące później, w swoim pierwszym od ponad dwóch lat występie, pokonał w walce kick-bokserskiej Ryujiego Goto.

## Osiągnięcia
Kick-boxing:
- 2009: K-1 World GP w Seulu (GP Azji) – 2. miejsce
- 1998: Mistrz Świata WMTC w wadze juniorśredniej
- 1995: K-3 Grand Prix – 2. miejsce
- 1994: Mistrz Świata UKF w wadze półciężkiej

Karate Seidokaikan:
- 1995: Karate World Cup – 1. miejsce
- 1994: Karate Japan Open – 2. miejsce
- 1993: Karate World Cup – 3. miejsce
- 1993: Karate Japan Open – 2. miejsce
- 1992: Karate World Cup – 2. miejsce